# Rue du Général-Leclerc (Le Kremlin-Bicêtre)
Pour les articles homonymes, voir Rue du Général-Leclerc.
La rue du Général-Leclerc est une voie de circulation du Kremlin-Bicêtre.

## Origine du nom

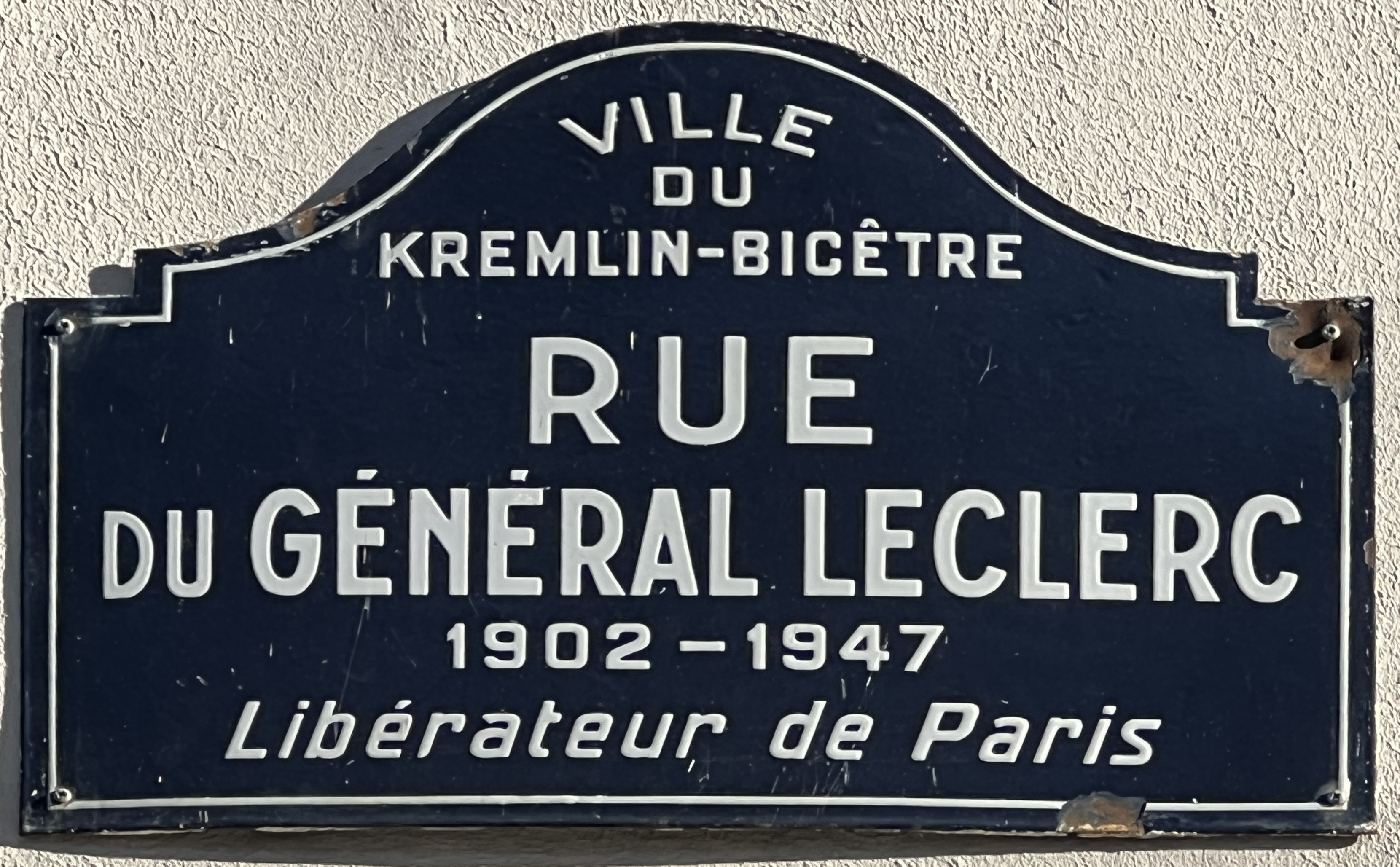
Plaque émaillée rue du Général-Leclerc, octobre 2021.

Le nom de cette rue rend hommage au général Philippe Leclerc de Hauteclocque, libérateur de Paris.

## Situation et accès
Orientée du nord au sud, elle coupe notamment la rue de la Convention.

## Historique

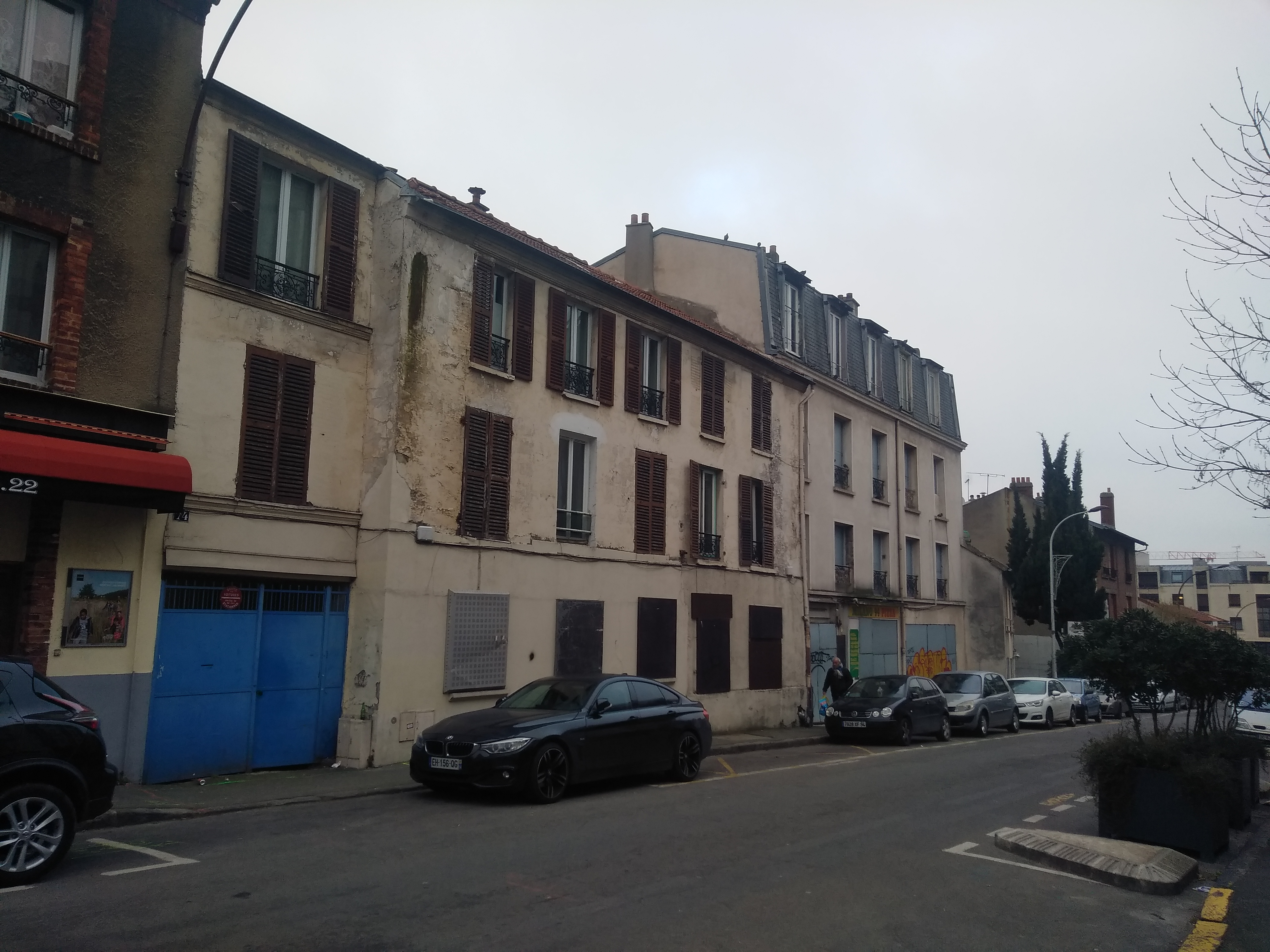
Rue du Général-Leclerc, 2020.

Cette voie s'appelait autrefois rue du Kremlin. Le nom de Kremlin apparaît pour la première fois en 1832, sur une carte d'état-major et est le nom d'un cabaret qui recevait des vétérans de la campagne de Russie, dont l'emplacement se trouve avenue de Fontainebleau. Cette voie fut probablement tracée pour écourter le chemin entre la route d'Italie et le château.
La partie centrale est sous-creusée de carrières de pierre.

## Bâtiments remarquables et lieux de mémoire
- Hôpital Bicêtre[4].
- Archives de l'AP-HP.
- Église de la Sainte-Famille du Kremlin-Bicêtre.
- Une fontaine Wallace.